# Ulica Tadeusza Kościuszki w Ełku
Ulica Tadeusza Kościuszki w Ełku – jedna z najstarszych ulic Ełku, położona w Centrum.

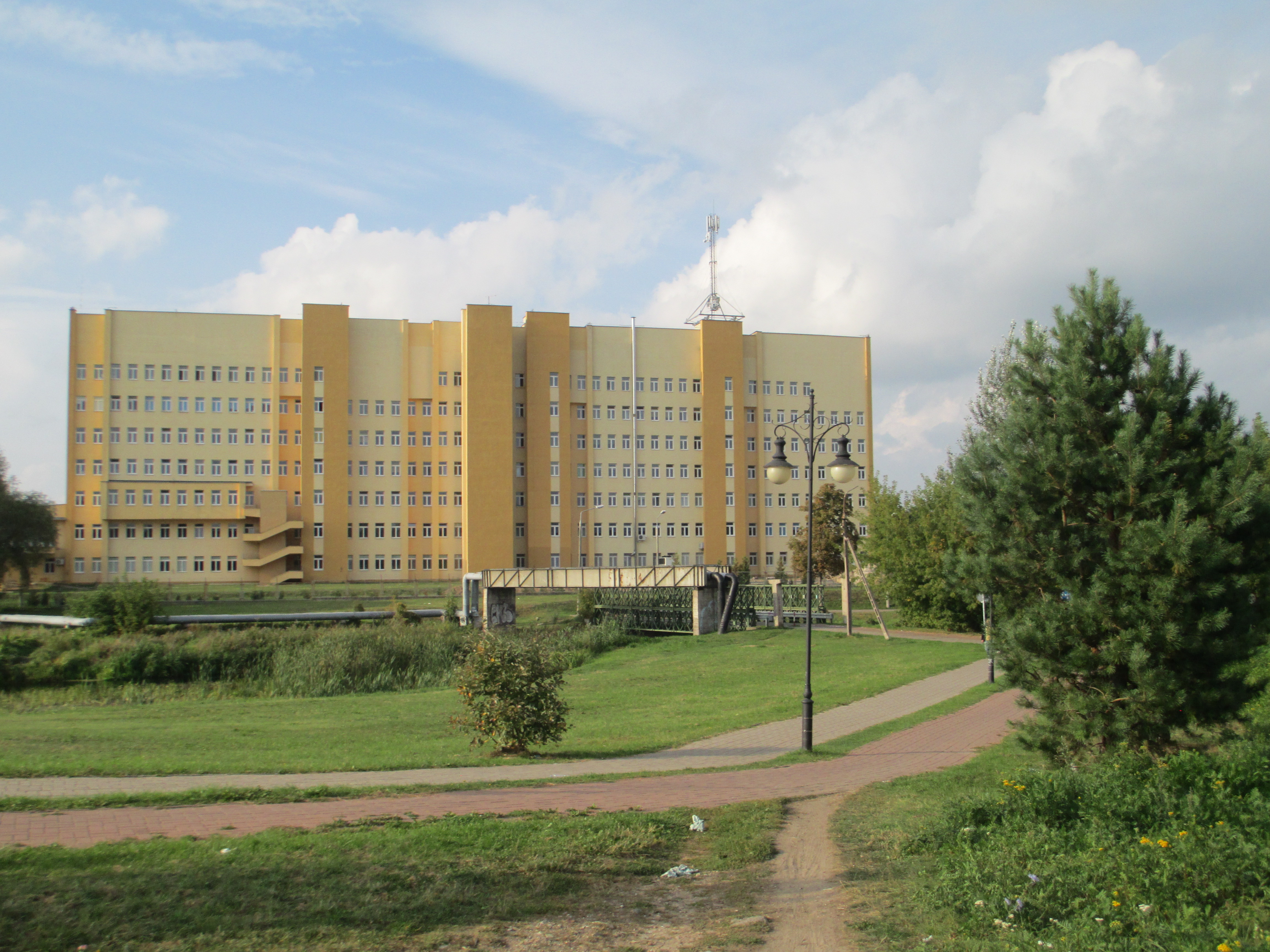
108 Szpital Wojskowy

## Zabytki
Przy ulicy znajdują się dwa budynki wpisane do rejestru zabytków: 
- Katedra św. Wojciecha, ul. Kościuszki 16
- Wyższe Seminarium Duchowne w Ełku, ul. Kościuszki 9

Ponadto przy ulicy mieści się szereg zabytkowych obiektów nie widniejących w rejestrze, w tym:
- hala sportowa z 1900, ul. Kościuszki 29
- Uniwersytet Warmińsko-Mazurski w Olsztynie, Centrum Studiów Bałtyckich
- dawne koszary wojskowe

W okresie niemieckiej administracji ulica nosiła nazwę Yorkstraße (pol. ul. Yorka).

## Obiekty
- 108. Szpital Wojskowy, ul. Kościuszki 30
- dawny Park Techniczno Sprzętowy 1.OSSWŻ

## Galeria

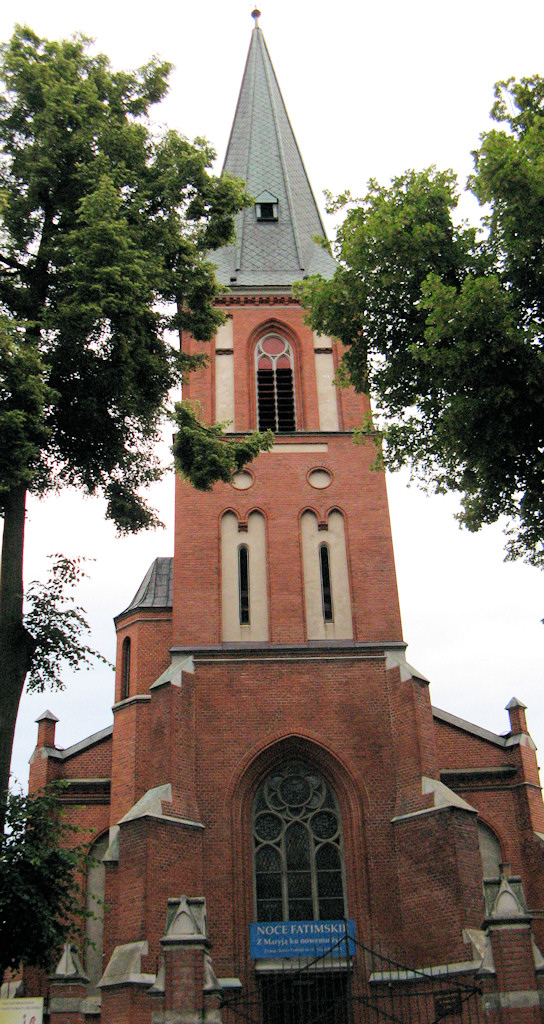
Katedra św. Wojciecha
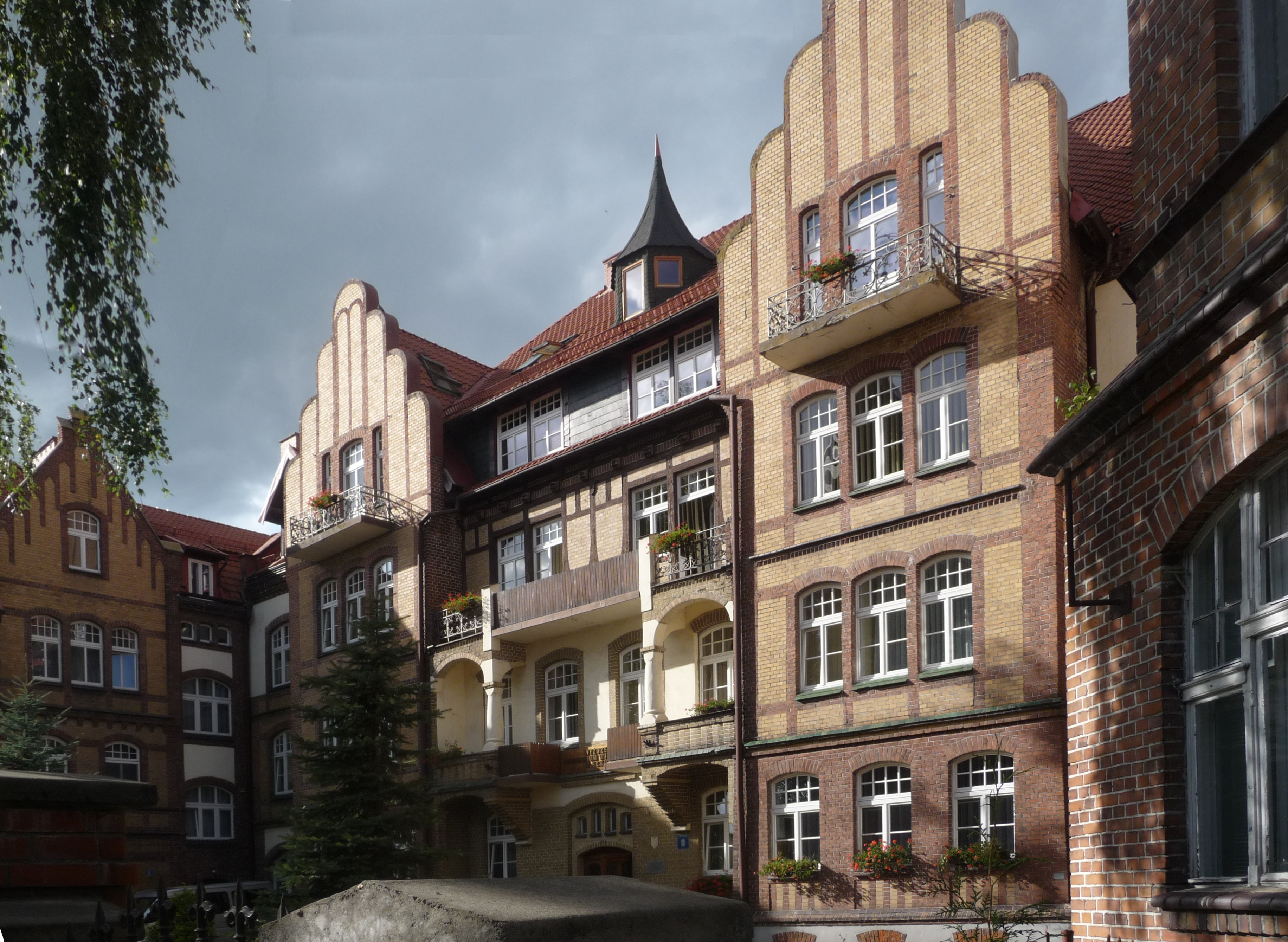
Wyższe Seminarium Duchowne w Ełku
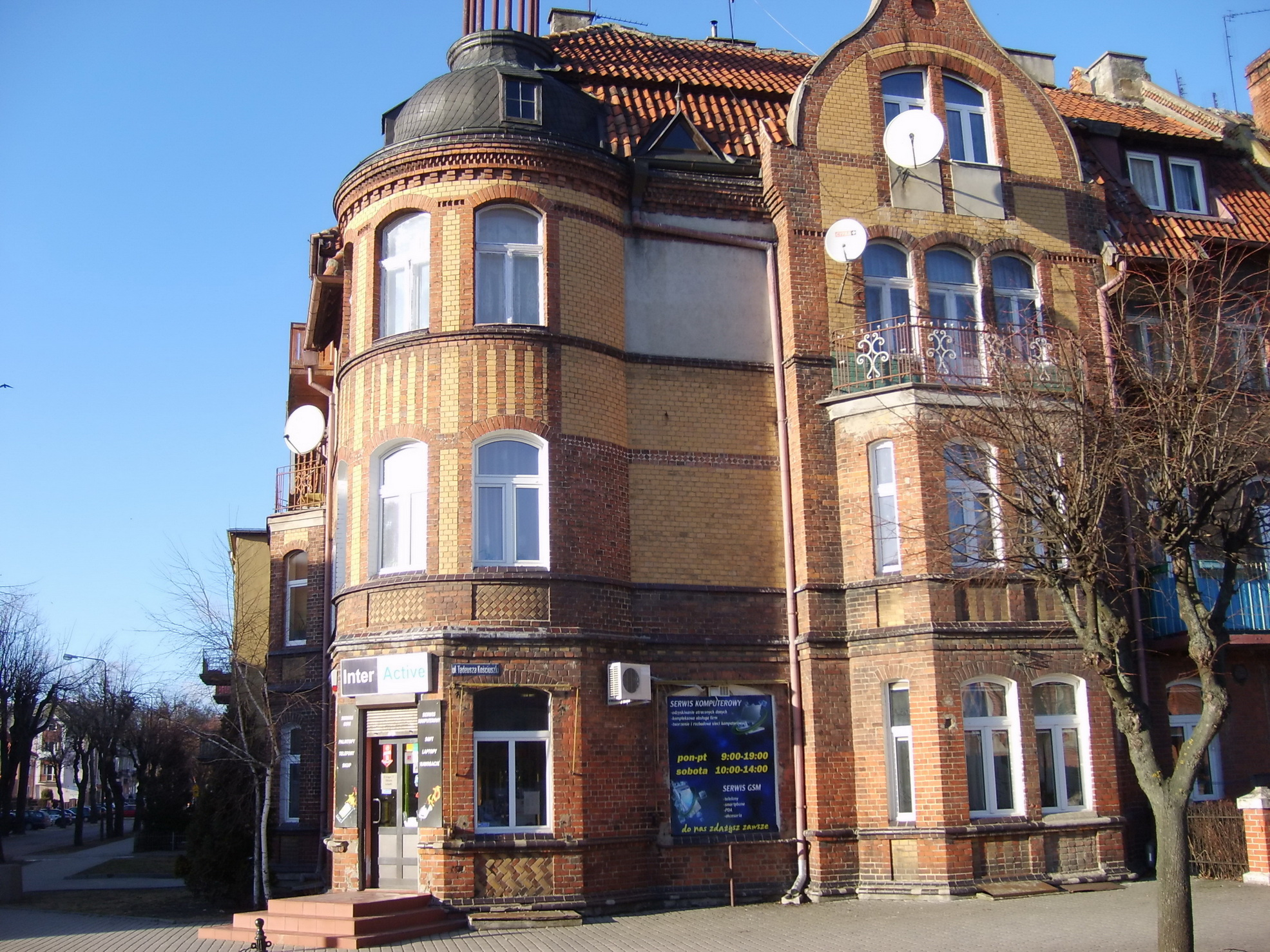
Róg ulic Kościuszki i Chopina
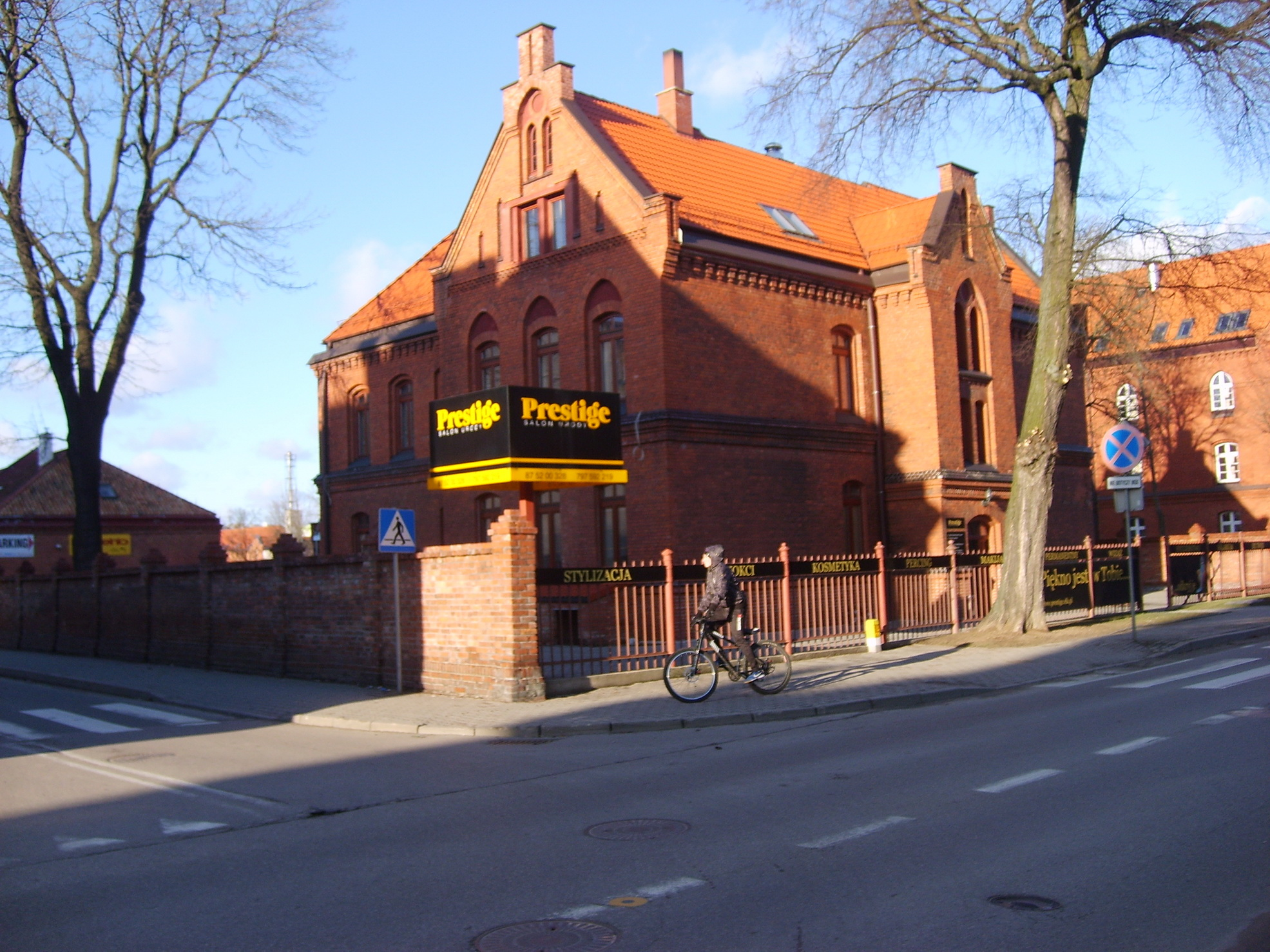
Róg ulic Kościuszki i Orzeszkowej